# Siêu cúp bóng đá châu Âu 2008
Siêu cúp châu Âu 2008 là trận tranh siêu cúp lần thứ 33, trận đấu là cuộc so tài của nhà vô địch UEFA Champions League và UEFA Cup mùa giải trước. Siêu cúp châu Âu năm 2008 có sự góp mặt của Manchester United của Anh, đội vô địch UEFA Champions League 2007–08 và Zenit Saint Petersburg của Nga, đội vô địch UEFA Cup 2007–08. Trận đấu được diễn ra vào ngày 29 tháng 8 năm 2008 tại Stade Louis II ở Monaco.
Zenit giành chiến thắng với tỷ số 2-1, Pavel Pogrebnyak ghi bàn ngay trước khi hiệp một kết thúc, trước khi Danny nhân đôi cách biệt cho đội Nga ngay trước giờ thi đấu. Nemanja Vidić ghi bàn rút ngắn cách biệt xuống còn một bàn ở phút 73, nhưng điều đó là không đủ để giành lấy chiếc cúp từ tay Zenit, khi họ trở thành đội Nga đầu tiên vô địch giải đấu này. Việc Paul Scholes để bóng chạm tay ở phút 90 đã khiến anh ấy bỏ lỡ trận mở màn của Manchester United trong trận đấu bảo vệ chức vô địch Champions League của họ, trận hòa trên sân nhà trước Villarreal. [5]
Đây là lần đầu tiên Zenit xuất hiện trong giải đấu, trong khi Manchester United đã xuất hiện hai lần trước đó, vào các năm 1991 và 1999; Lần xuất hiện đầu tiên của họ là chiến thắng 1–0 trước Red Star Belgrade, trong khi trận gần đây nhất của họ là trận thua 1–0 trước Lazio, đội giành chiến thắng cuối cùng của Cúp UEFA để tranh Siêu Cúp UEFA.

### Chi tiết trận đấu
| Manchester United | 1–2      | Zenit Saint Petersburg     |
| ----------------- | -------- | -------------------------- |
| Vidić 73'         | Chi tiết | Pogrebnyak 44' · Danny 59' |

| Manchester United | Zenit Saint Petersburg |

|                   |    |                   |           |     |
|                   |    |                   |           |     |
| GK                | 1  | Edwin van der Sar |           |     |
| RB                | 2  | Gary Neville (c)  |           | 76' |
| CB                | 5  | Rio Ferdinand     |           |     |
| CB                | 15 | Nemanja Vidić     |           |     |
| LB                | 3  | Patrice Evra      |           |     |
| RM                | 24 | Darren Fletcher   |           | 60' |
| CM                | 18 | Paul Scholes      | 45+1' 90' |     |
| CM                | 8  | Anderson          | 54'       | 60' |
| LM                | 17 | Nani              |           |     |
| CF                | 10 | Wayne Rooney      |           |     |
| CF                | 32 | Carlos Tevez      | 74'       |     |
| Substitutes:      |    |                   |           |     |
| GK                | 29 | Tomasz Kuszczak   |           |     |
| DF                | 6  | Wes Brown         |           | 76' |
| DF                | 22 | John O'Shea       |           | 60' |
| MF                | 13 | Park Ji-sung      |           | 60' |
| MF                | 28 | Darron Gibson     |           |     |
| MF                | 34 | Rodrigo Possebon  |           |     |
| FW                | 31 | Fraizer Campbell  |           |     |
| Manager:          |    |                   |           |     |
| Sir Alex Ferguson |    |                   |           |     |

|               |    |                         |  |     |
|               |    |                         |  |     |
| GK            | 16 | Vyacheslav Malafeev     |  |     |
| RB            | 22 | Aleksandr Anyukov       |  |     |
| CB            | 4  | Ivica Križanac          |  | 71' |
| CB            | 28 | Sébastien Puygrenier    |  | 62' |
| LB            | 11 | Radek Šírl              |  |     |
| DM            | 44 | Anatoliy Tymoshchuk (c) |  |     |
| RM            | 18 | Konstantin Zyryanov     |  |     |
| LM            | 27 | Igor Denisov            |  |     |
| AM            | 19 | Danny                   |  |     |
| CF            | 7  | Alejandro Domínguez     |  | 46' |
| CF            | 8  | Pavel Pogrebnyak        |  |     |
| Substitutes:  |    |                         |  |     |
| GK            | 1  | Kamil Čontofalský       |  |     |
| DF            | 5  | Kim Dong-jin            |  |     |
| DF            | 15 | Roman Shirokov          |  | 62' |
| MF            | 2  | Vladislav Radimov       |  | 71' |
| MF            | 10 | Andrey Arshavin         |  | 46' |
| MF            | 20 | Viktor Fayzulin         |  |     |
| FW            | 9  | Fatih Tekke             |  |     |
| Manager:      |    |                         |  |     |
| Dick Advocaat |    |                         |  |     |

| Man of the Match: Danny (Zenit Saint Petersburg) Assistant referees: Henrik Sonderby (Denmark) Anders Norrestrand (Denmark) Fourth official: Nicolai Vollquartz (Denmark) | Luật - 90 phút thi đấu chính thức. - 30 phút hiệp phụ nếu tỉ số hòa sau 2 hiệp chính - Đá luân lưu nếu hai đội hòa sau 120 phút. - Mỗi đội được đăng kí 7 cầu thủ sự bị. - Tối đa ba quyền thay người. |